# Кочкіно (Калінінградська область)
Ко́чкіно (рос. Кочкино) — селище Правдинського району, Калінінградської області Росії. Входить до складу Желєзнодорожного міського поселення.
Населення — 40 осіб (2015 рік).

## Населення
| 2002 | 2010 |
| ---- | ---- |
| 40   | →40  |